# Stefan Jonovic
Stefan Jonovic (* 8. Februar 1996) ist ein österreichischer Fußballspieler.

## Karriere
Jonovic begann seine Karriere beim FK Austria Wien, bei dem er später auch in der Akademie spielte. Mit der U-19-Mannschaft der Austria nahm er in der Saison 2013/14 an der UEFA Youth League teil, bei der man das Achtelfinale erreichte.
Im Oktober 2013 stand er gegen den SC Ritzing erstmals im Kader der Amateure der Austria. Im März 2014 debütierte er in der Regionalliga, als er am 17. Spieltag der Saison 2013/14 gegen den 1. SC Sollenau in der Startelf stand. Seinen ersten Treffer in der Regionalliga erzielte er im selben Monat bei einem 6:0-Sieg gegen den ATSV Ober-Grafendorf.
Nach über 80 Spielen für die Amateure der Austria stand er im Mai 2017 gegen den FC Admira Wacker Mödling erstmals im Kader der Profis. Mit der Zweitmannschaft der Austria stieg Jonovic in der Saison 2017/18 in die zweite Liga auf.
Sein Debüt in der zweithöchsten Spielklasse gab er im Juli 2018, als er am ersten Spieltag der Saison 2018/19 gegen die Kapfenberger SV in der Startelf stand.
Nach 16 Jahren bei der Austria wechselte er zur Saison 2020/21 zum Regionalligisten FC Marchfeld Donauauen. Im Marchfeld kam er zu acht Regionalligaeinsätzen. Zur Saison 2021/22 wechselte er zum sechstklassigen ASK Ebreichsdorf.